# کرا ویترسپون
کرا ویترسپون (انگلیسی: Cora Witherspoon; ۵ ژانویهٔ ۱۸۹۰ – ۱۷ نوامبر ۱۹۵۷) یک هنرپیشه اهل ایالات متحده آمریکا بود.

## گزیده فیلمشناسی
از فیلم‌ها یا برنامه‌های تلویزیونی که وی در آن نقش داشته‌است می‌توان به آثار زیر اشاره کرد.
- نیمه‌شب (فیلم ۱۹۳۴) (۱۹۳۴)
- بانوی برچسب‌خورده (۱۹۳۶)
- ماری آنتوانت (۱۹۳۸)
- مواظب باش پروفسور (۱۹۳۸)
- پیروزی سیاه (۱۹۳۹)
- زنان (فیلم ۱۹۳۹) (۱۹۳۹)
- بیوه جوان (۱۹۴۶)
- فقط برای تو (فیلم) (۱۹۵۲)